# پنوویتسه
پنوویتسه (به چکی: Pňovice) یک منطقهٔ مسکونی در جمهوری چک است که در ناحیه اولومووتس واقع شده‌است. پنوویتسه ۱۶٫۳۹ کیلومتر مربع مساحت و ۸۳۵ نفر جمعیت دارد و ۲۲۷ متر بالاتر از سطح دریا واقع شده‌است.